# جورج كولز
جورج كولز (11 فبراير 1851 - 21 يونيو 1903) (بالإنجليزية: George Coles)‏ هو لاعب كريكت بريطاني.

## وصلات خارجية
- جورج كولز على موقع إي آس بي آن كريك إنفو (الإنجليزية)